# Овсянка-крошка
Овсянка-крошка (лат. Emberiza pusilla) — вид птиц семейства овсянковых.

## Описание
Длина тела достигает 13,5 см, масса — примерно 15 г. Главный отличительный признак вида, небольшой размер и рыжие щёки. Верхняя часть тела украшен чёрно-бурыми полосами, нижняя белая часть тела усеяна тонкими, чёрными полосами. Оперение самки отчётливо более тусклое чем у самца.

## Распространение
Перелётная птица. Гнездится в тундре северной Азии и северо-восточной Европы, прежде всего север Финляндии, а также север Норвегии и Швеции. Предпочитает низовья рек и болотистые местности. Зимует в субтропиках на севере Индии, юге Китая и на севере Юго-Восточной Азии

## Питание
Питается преимущественно семенами, птенцов часто кормит насекомыми.

## Размножение
Гнездо устраивает на земле или на небольшой высоте в кустах вблизи воды. В кладке 4—5 яиц светло-серого или зеленоватого цвета длиной примерно 19 мм. Инкубационный период составляет 11—12 дней.

## Содержание
Птица обладает приличной песней и хорошо адаптируется в клетке, однако ловят её, как правило, случайно из-за скрытности. В неволе птицу кормят как насекомыми, так и растительным кормом — семенами.